# Кабарга (Приморский край)
Железнодорожная станция Кабарга́ (до 1972 года — Ка́уль) — сельский населённый пункт в Приморском крае России, при одноимённой станции Дальневосточной железной дороги. Входит в состав Лесозаводского городского округа.
Не путать с самой станцией Кабарга Дальневосточной железной дороги. Не путать также с селом Кабарга, основанным в 1900 году к востоку от нынешнего Лесозаводска, близ устья реки Кабарга, правого притока Уссури, и ныне не существующим.
Расстояние до Лесозаводска — 22 км.

## История
Населённый пункт возник как посёлок при железнодорожном разъезде Кауль одноколейной Уссурийской железной дороги, соответствующий участок которой был открыт для движения в 1894 году.
Во время гражданской войны разъезд Кауль не раз был в центре военных действий. Побывав недолго советским, Кауль, как и вся железная дорога, переходил из рук в руки. Выбив чехословацких легионеров с Каульских высот, 2 августа 1918 года, при взятии разъезда, здесь погиб командир центрального участка Уссурийского фронта «красных» М. В. Урбанович. В апреле 1922 года разъезд был отбит у красногвардейцев японскими войсками. После начала эвакуации японцев из Приморья, в сентябре 1922 года разъезд Кауль переходил от войск Народно-революционной армии к войскам Земской рати и обратно.
С 1972 года, в связи с массовым переименованием географических объектов на Дальнем Востоке, посёлок и станция носят название Кабарга, по названию одноимённой реки.

## Население
| 1915 | 1926 | 2002 | 2007 | 2010 |
| ---- | ---- | ---- | ---- | ---- |
| 517  | ↘477 | ↘47  | ↗55  | ↘39  |

В 2007 году в Кабарге было 18 дворов, население — 55 человек.